# 巴尔塞夫雷
巴尔塞夫雷，是西班牙加泰罗尼亚巴塞罗那省的一个市镇。总面积28平方公里，总人口254人（2001年），人口密度9人/平方公里。